# 141995 Rossbeyer
141995 Rossbeyer este o planetă minoră (asteroid) din centura de asteroizi. A fost descoperită pe 12 august 2002 la Observatorio de Cerro Tololo⁠(d) de Marc Buie⁠(d). 
Obiectul prezintă o orbită caracterizată de o semiaxă mare de 2,3443497286759 UAi, o excentricitate de 0,18, o înclinație de 6,3 ° în raport cu ecliptica.